# Callyspongia flabellata
Callyspongia flabellata är en svampdjursart som beskrevs av Burton 1932. Callyspongia flabellata ingår i släktet Callyspongia och familjen Callyspongiidae. Inga underarter finns listade i Catalogue of Life.